# Stanisław Stablewski
Stanisław Stablewski (ur. 5 stycznia 1832, zm. 21 lutego 1904 tamże) – działacz gospodarczy i polityczny.

## Życiorys
Stanisław Stablewski urodził się w Zalesiu, a jego rodzicami byli Karol Stablewski, ziemianin oraz Kordula z domu Sczaniecka. Uczęszczał we Wrocławiu do gimnazjum, które ukończył w 1850 roku. Później w Berlinie oraz we Wrocławiu w 1853 roku studiował prawo, nie ukończywszy studiów. Członek Towarzystwa Rolniczo–Przemysłowego w Gostyniu od 1855 roku, a w następnym roku został właścicielem Zalesia. W Wielkim Księstwie Poznańskim w Towarzystwie ku Wspieraniu Urzędników Gospodarczych był jego przewodniczącym od 1865 roku. Przewodniczył delegacji powiatu krobskiego podczas walnego zgromadzenia Centralnego Towarzystwa Gospodarczego w 1863 roku i w tym samym roku będąc sekretarzem Koła Polskiego wystąpił z petycją, która dotyczyła traktowania schwytanych powstańców polskich przez wojsko pruskie. W Ziemstwie Kredytowym w Poznaniu od 1861 do 1872 roku był jego dyrektorem oraz w 1870 roku członek komisji projektowanego Banku Rolnego. W 1862 roku jako poseł z powiatu wschowskiego i krobskiego wybrano go do II izby sejmu pruskiego krajowego. Z powiatu pleszewskiego i krotoszyńskiego w 1879 roku powtórnie wybrany go posłem niższej izby sejmu pruskiego. W sejmie prowincjonalnym był jego wiceprzewodniczącym w 1891 roku, a później nie uczestniczył w życiu politycznym. Zmarł w Zalesiu 21 lutego 1904 roku, a pochowany został w Wielkich Strzelcach.
Od roku 1855 jego żoną była Stanisława Sczaniecka, z którą miał córki: Helenę, Emilię, Marię, Irenę i Gabrielę oraz synów: Zygmunta, Kazimierza i Jana.